# Zokela
Zokela est un groupe musical de République centrafricaine apparu à Mbaïki en 1981. C'est l'un des plus célèbres du pays dans les années 1980 (aux côtés d'autres groupes comme Musiki, Makembe, Cannon Stars, Cool Stars...), à l'origine du genre musical qui porte son nom. Les membres du groupe sont originaires de la région de Lobaye, à commencer par le chanteur et danseur Kaïda Monganga qui dirige l'orchestre.
Zokela, qui en langue lissongo signifie "ensemble de sons", pratique notamment le montè-nguènè, et se démarque ainsi de la rumba congolaise alors très populaire en Centrafrique.. L'orchestre enregistre son premier album en 1984.